# Walerij Małygin (dyplomata)
Walerij Władimirowicz Małygin, ros. Валерий Владимирович Малыгин (ur. 21 kwietnia 1939 r., zm. 3 września 2009 r.) – radziecki i rosyjski dyplomata, poseł nadzwyczajny i pełnomocny Rosji w Tajlandii od 1997 do 2001 roku.